# Sainte-Néomaye
Sainte-Néomaye is een gemeente in het Franse departement Deux-Sèvres (regio Nouvelle-Aquitaine) en telt 1075 inwoners (2005). De plaats maakt deel uit van het arrondissement Niort.

## Geografie
De oppervlakte van Sainte-Néomaye bedraagt 10,7 km², de bevolkingsdichtheid is 100,5 inwoners per km².
De onderstaande kaart toont de ligging van Sainte-Néomaye met de belangrijkste infrastructuur en aangrenzende gemeenten.

## Demografie
Onderstaande figuur toont het verloop van het inwonertal (bron: INSEE-tellingen).